# TT245
La tombe thébaine TT 245 est située à El-Khokha, dans la nécropole thébaine, sur la rive ouest du Nil, face à Louxor en Égypte.
C'est la tombe d'un dénommé Hori, scribe, surveillant du domaine de la grande épouse royale.